# ノフ＝ケー
ノフ＝ケー（Gnoph-Keh）はクトゥルフ神話に登場する架空の生物である。北の地に棲む存在。
ノフケー（Gnophkeh）、ノフ＝ケー（Gnoph-Keh）と、ハイフン有無の2表記があり、区別がはっきりしない。さらに邦訳でグノフケー、グノフ＝ケーと表記ぶれがある。

## 解説

### ラヴクラフト
ノフケー（Gnophkeh）は、ハワード・フィリップス・ラヴクラフトが『北極星<ポラリス>』『未知なるカダスを夢に求めて』で言及した、毛むくじゃらの食人種族である。古代極北のグリーンランドあたりに存在したロマール王国を幾度か襲撃し、ついに滅ぼしたという。
続いて表記の変わったノフ＝ケー（Gnoph-Keh）が、ラヴクラフトがヘイゼル・ヒールドに代作した作品『博物館の恐怖』にて言及される。鋭く尖った角を持ち、状況に応じて二足歩行、四足歩行、六足歩行を使い分けると説明される。

### 解釈と設定拡張
『北極星』のノフケーは、種族と解釈するほか、一個体とも解釈することができた。
また『博物館の恐怖』には新たな邪神ラーン＝テゴスが登場しており、これを受けてフランシス・レイニーは『クトゥルー神話小辞典』において、ノフ＝ケーをラーン＝テゴスの化身体（顕現）と設定した。オーガスト・ダーレスもレイニーの設定を踏襲して『暗黒の儀式』で言及する。
続いてリン・カーターは『モーロックの巻物』にて、ノフケー族を描写する。古代ハイパーボリアのムー・トゥーラン半島はノフケー族の支配地であったが、ヴーアミ族との勢力争いに敗れ、ノフケー達は北へと逃げた。四大霊の相克という側面もあり、ノフケーが信仰する大気の神ラーン＝テゴスと、ヴーアミが信仰する大地の神ツァトゥグァは激しく対立している。
以上の経緯によりノフ＝ケーには、種族ノフ＝ケーと、旧支配者ノフ＝ケーの2タイプがいることになっている。さらに、ジョン・グラスビーは『The Nameless Tower』という作品で爬虫類種族のノフケーを作っている。結果、ノフ＝ケー（ノフケー）の設定は錯綜しており、『エンサイクロペディア・クトゥルフ』、『マレウス・モンストロルム』などでもバラバラである。
種族ノフケーをイタカと関連付けたり、邪神ノフケーをクトゥルフの化身とする説もある。

## 登場作品
- ハワード・フィリップス・ラヴクラフト：北極星<ポラリス>、未知なるカダスを夢に求めて、博物館の恐怖
- フランシス・T・レイニー：クトゥルー神話小辞典
- リン・カーター：モーロックの巻物
- ロバート・M・プライス：裏道[注 1]
- ジョン・グラスビー：The Nameless Tower
- ピーター・キャノン&ロバート・M・プライス：Nautical-Looking Negros